# Laguna El Sos
A  Laguna El Sos  é um lago localizado na Guatemala. Localiza-se no departamento de El Petén, Município de La Libertad.